# 刺国若比売
刺国若比売（サシクニワカヒメ）は、日本神話に登場する女神。

## 概要
『古事記』において刺国大神の子とされる。八十神たちに殺された息子の大国主神を見て嘆き悲しみ、高天原の神産巣日神に懇願し、遣わされた𧏛貝比売・蛤貝比売と共に彼を蘇生させた。しかし、またも八十神たちの謀略によって大国主神が殺されたため、再び蘇生させて息子に大屋毘古神の木の国に行くよう施した。
粟鹿神社の書物『粟鹿大明神元記』では佐斯久斯和可比売（サシクシワカヒメ）と記述されている。
長野県辰野町の宮木諏訪神社境内に刺国若比売の神陵が存在する。
「刺国」は「標」を刺すことで、領有を表し、「若」は親神の「大」に対する娘の意で、「命」がつかないのは巫女性を表すとして、名義は「国を占有する子の巫女」と考えられる。

## 系譜

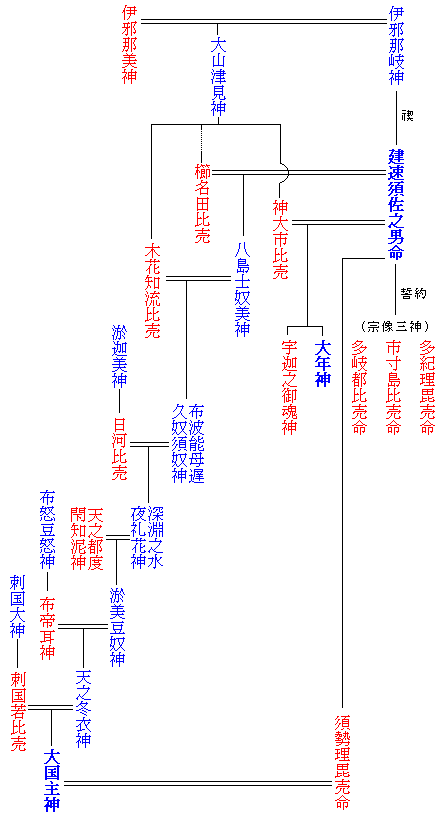
須佐之男命から大国主神までの系図（『古事記』による）。青は男神、赤は女神

刺国大神の娘で、淤美豆奴神が布怒豆怒神の娘の布帝耳神を娶って産んだ天之冬衣神に娶られ、大国主神を産んでいる。

## 祀る神社
- 宮木諏訪神社（長野県上伊那郡辰野町宮木） - 主祭神
- 赤猪岩神社（鳥取県西伯郡南部町寺内） - 主祭神